# عبد الحق سرحان
عبد الحق سرحان (مواليد صفرو سنة 1950)، هو كاتب وأكاديمي مغربي، يكتب بالفرنسية. وهو حاصل على الدكتوراه في علم النفس وعلوم التربية من فرنسا، اشتغل أستاذ لمدة طويلة في جامعة ابن طفيل في القنيطرة قبل الهجرة كندا. ومنذ ذلك الحين يقسم وقته بين المغرب وكندا والولايات المتحدة الأمريكية حيث يُدرس الأدب الفرنسي في جامعة ولاية لويزيانا.
ساهم عبد الحق سرحان في تأسيس مجلة Horizons maghrébins سنة 1984.

## من مؤلفاته
- مسعودة (رواية) (1983).
- شمس الظلمات (رواية) (1992).

وأعمال أخرى...

## جوائز
- جائزة الأولى «للإذاعات الحرة» سنة 1984 وذلك عن روايته «مسعودة».[3]
- فاز سنة 1993 بالجائزة الفرنسية للعالم العربي عن روايته <<شمس الظلمات Le Soleil des obscurs>>.[4]